# Hazebrouck
Hazebrouck là một xã trong vùng Hauts-de-France, thuộc tỉnh Nord, quận Dünkirchen, chef-lieu của 2 tổng. Tọa độ địa lý của xã là 50° 43' vĩ độ bắc, 02° 32' kinh độ đông. Hazebrouck nằm trên độ cao trung bình là 23 mét trên mực nước biển, có điểm thấp nhất là 17 mét và điểm cao nhất là 66 mét. Xã có diện tích 26,2 km², dân số vào thời điểm 1999 là 21.396 người; mật độ dân số là 817 người/km².

## Thông tin nhân khẩu
| 1936   | 1946   | 1954   | 1962   | 1968   | 1975   | 1982   | 1990   | 1999   |
| ------ | ------ | ------ | ------ | ------ | ------ | ------ | ------ | ------ |
| 15.462 | 14.391 | 15.525 | 17.446 | 19.037 | 19.866 | 20.008 | 20.567 | 21.396 |